# ۵۹ بره
۵۹ بره یک ستاره است که در صورت فلکی برج حمل قرار دارد.